# Anything Goes (Tony Bennett e Lady Gaga)
Anything Goes è un singolo dei cantanti statunitensi Tony Bennett e Lady Gaga, pubblicato il 29 luglio 2014 come primo estratto dall'album in studio Cheek to Cheek.

## Descrizione
Traccia d'apertura dell'album, il brano è originariamente tratto dal musical di Cole Porter Anything Goes.

## Video musicale
Per il brano è stato realizzato un videoclip, pubblicato anch'esso il 29 giugno 2014 attraverso il canale Vevo di Lady Gaga, in cui lei e Bennett vengono mostrati nello studio di registrazione.

## Tracce
1. Anything Goes – 2:03

## Classifiche
| Classifica (2014) | Posizione massima |
| ----------------- | ----------------- |
| Belgio (Fiandre)  | 59                |
| Belgio (Vallonia) | 65                |
| Francia           | 178               |
| Giappone          | 44                |
| Italia            | 65                |
| Spagna            | 40                |